# 불로장생
불로장생(不老長生) 또는 불로불사(不老不死)는 노화를 더디게 하거나 아예 하지 않음으로써 오래 사는 것 또는 죽지 않는 것을 의미하는 말이다. 고대부터 현대에 이르기까지 사람들은 이를 실현하기 위하여 여러 가지 방법을 고안(考案)하였으나 인간에게서 성공한 과학적으로 증명된 사례는 현재까지 존재하지 않는다.

## 실현 시도

### 선도(仙道)
고대 한국에서도 물론이지만 특히 중국 고대인은 이 방면에 심취하여 수십 년 수백 년에 걸쳐 선인(先人)이 고안한 방법을 검토·개량하여 경이적 체계를 세웠는데, 이것이 오늘날 말하는 선도(仙道-神仙術)로서 도교의 수행 방법으로 채용하게 되었고, 육조 시대(六朝時代：300∼550)에 본격적으로 한국에 유입되면서 도서(圖書)와 함께 도인(導引)·복기(服氣)·벽곡 등 수련법에 의하여 깊은 산간에 은둔하며 체득에 힘쓰는 도인이 많았다.

### 수혈
17세기 독일의 화학자이며 의학자인 안드레아스 리바비우스(Andreas Libavius)는 젊은이의 동맥과 늙은이의 동맥을 직접 튜브로 연결하면 건강하고 영적으로 충만한 젊은 혈액이 늙은이에게 전달돼 회춘(回春)할 수 있다고 여겼다. 그러나 혈액형 차이를 몰랐던 시대라 많은 사람이 사망하자, 교황이 수혈 금지령을 내렸다.
2014년 미국 스탠퍼드 대학교의 와이스 코레이 교수 연구팀은 ‘병체결합(Parabiosis)’이라는 방법을 통해 젊은 쥐와 늙은 쥐의 혈관을 하나로 연결했고. 이 결과 늙은 쥐의 뇌가 젊어지는 현상을 발견했다.

## 같이 보기
- 영생
- 노화